# Thỏ đen Mỹ

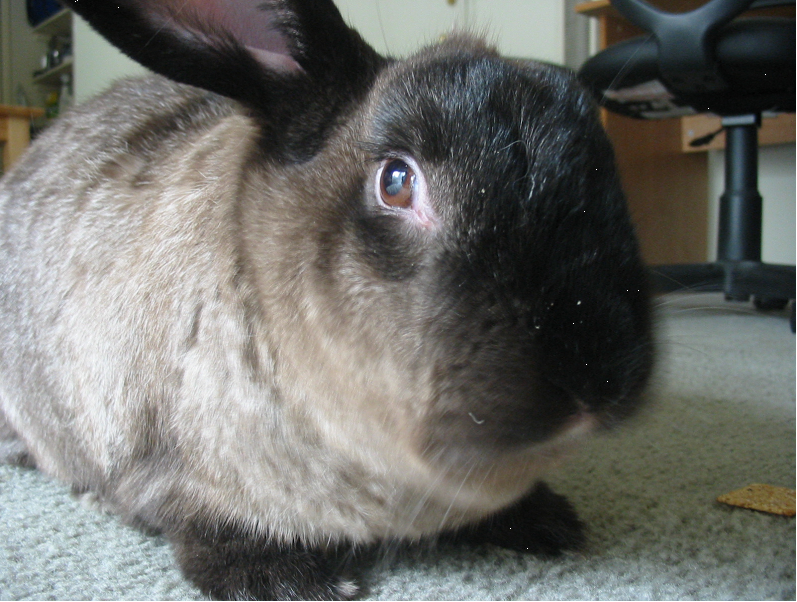

Thỏ đen Mỹ là một giống thỏ có nguồn gốc từ Mỹ. Chúng một giống thỏ được công nhận bởi Hiệp hội nuôi thỏ Mỹ (American Rabbit Breeders-ARBA). Chúng được lai tạo từ thỏ Chinchilla thuần chủng và ra đời ở San Gabriel, California vào năm 1924. 

## Đặc điểm
The American Sable là một kết quả của việc lai chéo của giống thỏ Chinchilla, chúng đều giống thỏ Chinchilla trong kết cấu cơ thể, nhưng lớp lông của chúng có màu khác nhau. Đầu, chân, tai, lưng và đầu của đuôi có một màu nâu đỏ sẫm, chúng tương tự như màu của một con mèo Xiêm. Có nguồn gốc sâu xa từ Ấn Độ, bộ lông dày mịn đen bóng, giữa mũi có sọc trắng.
Đầu to tai thẳng, đầu con đực to hơn đầu con cái. Đôi mắt của giống thỏ này thường tối với một màu hồng ngọc. Trọng lượng của chúng có thể đạt 7-15 lbs. Thỏ American Sable thích hoà đồng với các giống thỏ khác, nó nói chung là ngoan ngoãn, dành phần lớn thời gian để ngủ ngày. Khi bị đe dọa, chúng sẽ đập chân sau rộn rã trên mặt đất trong một nỗ lực để đe dọa bất cứ điều gì nó là làm phiền nó.
Chúng là vật nuôi nhạy cảm với các yếu tố ngoại cảnh (chốn trạy, sợ tiếng động), khả năng thích ứng với môi trường kém. Nếu được chăm sóc tốt, chúng sẽ trở nên thân thiện và vui vẻ. Cần tránh tiếp xúc với các loài động vật khác, đặc biệt là chuột. Nếu ban ngày chúng ăn không hết thức ăn thì cần vét sạch máng, nếu thừa chuột sẽ lên ăn và cắn chết thỏ, nhất là thỏ con mới đẻ.
Dạ dày chúng co giãn tốt nhưng co bóp yếu. Nhiều con bị chứng sâu răng hành hạ và có vấn đề về tiêu hóa. Chúng cũng bị mắc một số bệnh như bại huyết, ghẻ, cầu trùng, viêm ruột, do ăn thức ăn sạch sẽ, không bị nấm mốc. Nếu thấy chúng có hiện tượng phân hôi, nhão sau đó lỏng dần thấm dính đét lông quanh hậu môn, kém ăn, lờ đờ uống nước nhiều đó là bệnh tiêu chảy. 

## Chăm sóc
Cho ăn cà rốt có thể khiến chúng bị sâu răng, cũng như gây nên những vấn đề về sức khỏe khác. Cà rốt và táo chứa nhiều đường thực vật, chỉ nên cho thỏ ăn những loại này ít. Chúng thích cam thảo nhưng nó lại không tốt bởi thỏ không thể tiêu hóa đường. Chúng thông thường không ăn rau củ có rễ, ngũ cốc hoặc trái cây, đặc biệt là rau diếp. Nên cho thỏ ăn cỏ, cải lá xanh đậm như bắp cải, cải xoăn, bông cải xanh (phải rửa sạch).
Luôn có thức ăn xanh trong khi chăm sóc, lượng thức ăn xanh cho chúng luôn chiếm 90% tổng số thức ăn trong ngày. Có thể cho chúng ăn thêm thức ăn tinh bột, không được lạm dụng vì chúng sẽ dễ bị mắc bệnh về đường tiêu hóa dẫn đến chết. Nhiều người cho rằng thỏ không cần uống nước là sai. Thỏ chết không phải do uống nước hay ăn cỏ ướt mà vì uống phải nước bẩn và ăn rau bị nhiễm độc.